# Wochenbett

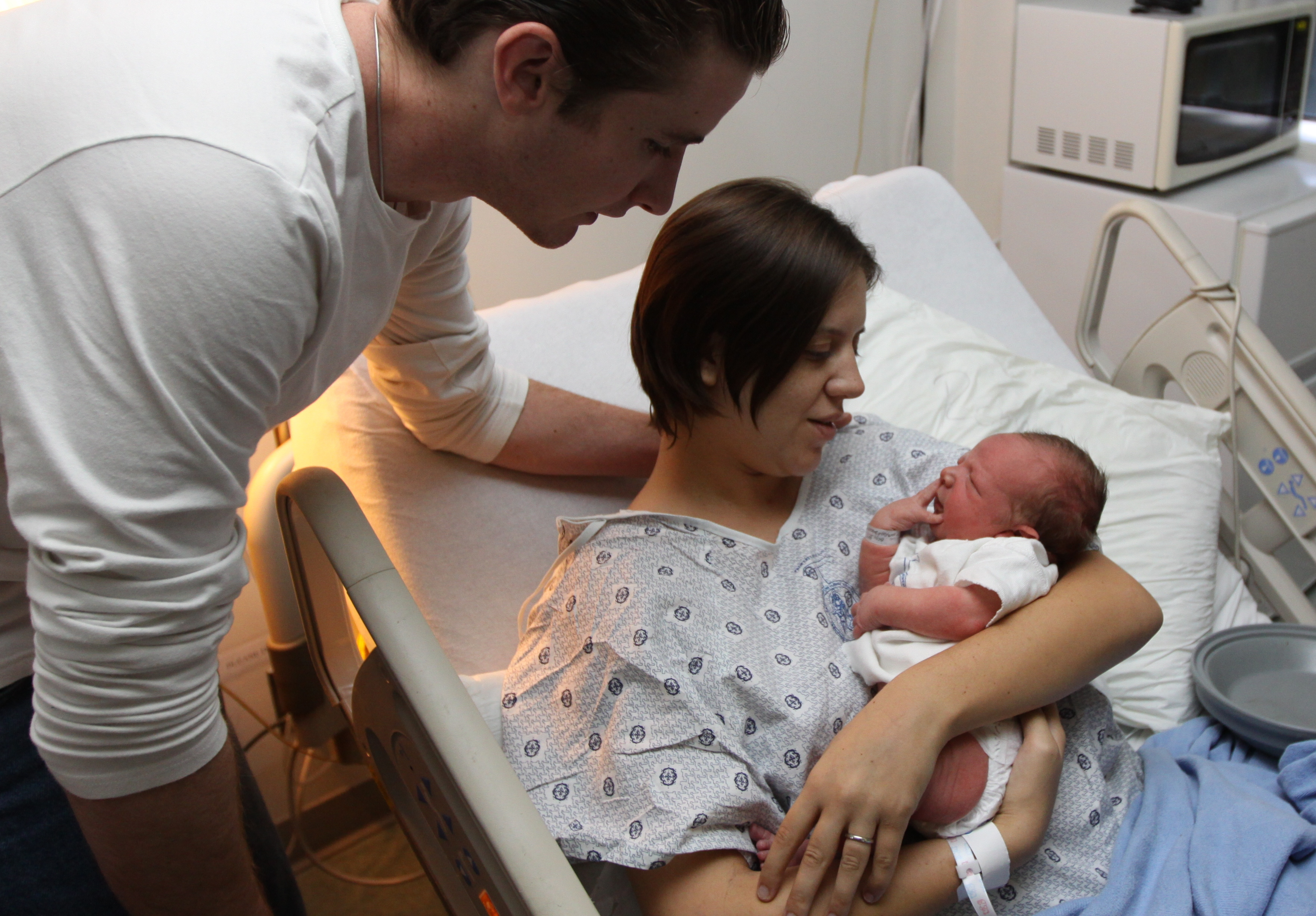
Wöchnerin im Früh-Wochenbett auf einer Entbindungsstation.

Als Wochenbett oder Kindbett bezeichnet man die Phase nach einer Geburt (lateinisch puerperium), auch Postpartalphase, das heißt die Zeitspanne vom Ende der Entbindung mit dem Ausstoßen der Nachgeburt bis zur Rückbildung der anatomischen und physiologischen schwangerschafts- und geburtsbedingten Veränderungen, die typischerweise sechs bis acht Wochen dauert. Während dieser Zeit erholt sich die Mutter von Schwangerschaft und Geburt. Bei stillenden Müttern beginnt innerhalb von drei bis vier Tagen die Bildung von Muttermilch anstelle des zuvor produzierten Kolostrums. Eventuelle Geburtsverletzungen können in der Zeit des Wochenbettes heilen. Eine Mutter in den ersten Wochen nach der Geburt wird als Wöchnerin, früher auch als Kindbetterin bezeichnet. Die Bezeichnung Wöchnerin leitet sich vom älteren Sechswöchnerin ab.

## Medizinische Aspekte
In einem Zeitraum von sechs bis acht Wochen nach der Geburt eines Kindes muss sich der Körper der Mutter von der Schwangerschaft und der Entbindung erholen und hormonell umstellen. Nach dem Ausstoß der Plazenta fällt der Hormonspiegel aller Plazentahormone rasch ab (Östrogene, Progesteron, hCG, hPL). Durch verstärkte Wasserausscheidung verringert sich die in der Schwangerschaft erworbene Verdünnung des Blutplasmas. Dabei erhöhen sich die Thrombozyten, das Fibrinogen und der Prothrombinkomplex bei gesteigerter Thrombozytenaggregation. Daher gehören zu den pflegerischen Aufgaben die Frühmobilisierung der Wöchnerin und die Thromboseprophylaxe. Wenn die Frau nach dem Nähen eines Dammschnitts oder Dammrisses eine Dammnaht hat, bestehen besonders beim Sitzen Schmerzen, die bei günstigem Heilungsverlauf innerhalb von zwei Wochen aufhören, die bei ungünstigem Heilungsverlauf aber länger andauern können. Ein Donutkissen (Sitzring) auf dem Stuhl ermöglicht der Frau schmerzfreies oder zumindest schmerzreduziertes Sitzen.
Im Verlauf der Schwangerschaftsrückbildung verkleinern sich die Gebärmutter und die umgebenden Gewebe. Die Haftstelle der Plazenta, eine Wundfläche in der Gebärmutter, heilt unter Absonderung des Wochenflusses (Lochien) ab. 
Frauen brauchen in dieser Zeit viel Ruhe und sind gelegentlich seelisch labil. Postpartale Stimmungskrisen werden umgangssprachlich auch „Babyblues“ genannt. Sehr selten, bei 0,1 bis 0,2 % der Wöchnerinnen, kommt es zu einer Wochenbettpsychose. Für eine Erstgebärende ist es die Zeit, sich auf die neue Situation und das Neugeborene einzustellen.
Die Mutter-Kind-Beziehung entsteht und entwickelt sich. Rooming-in und häufiger Kontakt zur übrigen Familie wirken sich auf die psychische Verfassung der Wöchnerin positiv aus. Zentrale Belange für Mutter und Säugling sind meist die Gewöhnung an das Stillen, der Schlaf- und Trinkrhythmus des Kindes, das Wechseln der Windeln und allgemein die Zufriedenheit.
In dieser Zeit, vor allem in den als Früh-Wochenbett bezeichneten ersten zehn Tagen, besteht das Risiko des Kindbettfiebers (Puerperalfieber), einer bakteriellen Infektion der Gebärmutter und benachbarter Organe, dem durch erhöhte Hygiene vorzubeugen ist. Es hat ähnliche Symptome wie eine Blutvergiftung und war früher die Ursache einer hohen Müttersterblichkeit bei Wöchnerinnen. Um 1850 erkannte der in Wien praktizierende ungarische Arzt Ignaz Semmelweis („Retter der Mütter“) die Ursache in Infektionen und kämpfte für bessere Hygiene in den Entbindungsstationen der Krankenhäuser und in den damaligen  Geburtskliniken, durch häufige Desinfektion vor allem der Hände der behandelnden Ärzte.
Auch im Interesse des Neugeborenen ist besonders auf Hygiene zu achten. Zu den sogenannten Wochenbetterkrankungen zählen auch Lochialstauungen. Wenn Bakterien vom ausgeschiedenen Wochenfluss, meist Staphylococcus aureus, an den Händen haften, werden sie beim Stillen auf den Nasen-Rachenraum des Säuglings und auf die Brustwarze übertragen und erzeugen eine infektiöse Brustentzündung.
Eine Infektion mit dem Herpes-simplex-Virus kann für das Neugeborene tödlich sein.
Im medizinischen Sinn kann eine längere sexuelle Enthaltsamkeit geboten sein.

## Brauchtum

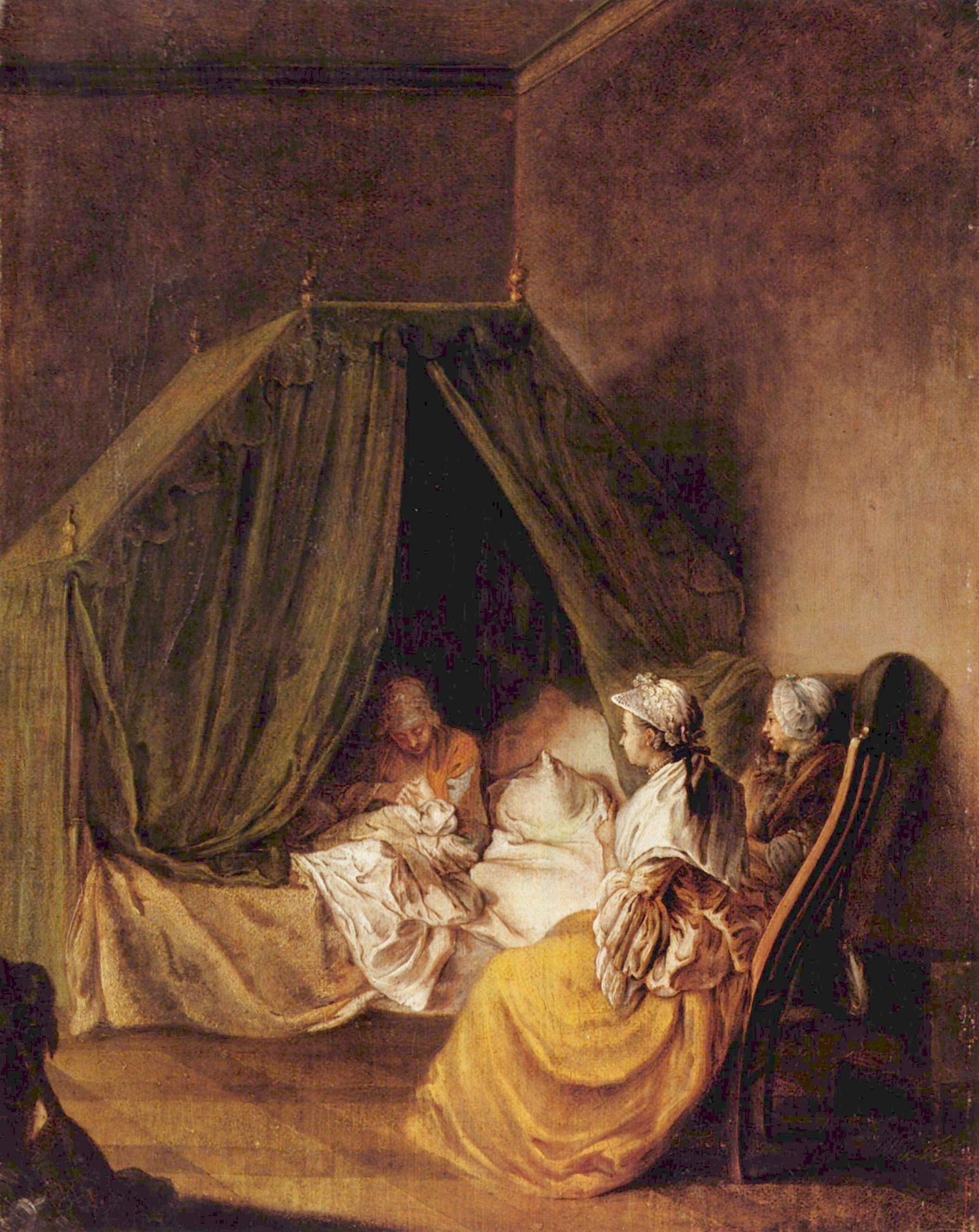
Daniel Chodowiecki: Die Wochenstube (um 1770)

Im früheren Brauchtum wurde der Sauberkeit und dem Mitgefühl, aber nicht unbedingt der Hygiene Bedeutung beigemessen. So schrieb man im alten Rom dem Besen eine besondere Bedeutung zu, und die Hebammen fegten mit einem gesegneten Besen die Hausschwelle des Geburtshauses, um böse Einflüsse vom Neugeborenen und der Wöchnerin abzuhalten.
Die  Wöchnerin gilt  im Judentum und Islam einerseits als kultisch unrein, andererseits als besonders gefährdet durch böse Geister und deshalb schutzbedürftig. Diese Sitte einer vierzigtägigen Abgeschiedenheit entstammt Lev 12,1–8 . Orthodoxe Kirchen praktizieren diesen Brauch noch heute. In katholischen und teilweise auch in protestantischen Gegenden war es bis in die Neuzeit hinein üblich, dass die junge Mutter sechs Wochen nach der Geburt ihren ersten Kirchgang hielt und dabei besonders eingesegnet wurde. Dieses Ereignis wurde oft mit einem Gastmahl begangen.
Verbunden mit dem religiösen Brauch war eine Schonfrist, in der die Frau von den Nachbarinnen mit einer speziellen Kost versorgt wurde und nach Möglichkeit das Haus nicht verlassen sollte. Außerdem genossen Wöchnerinnen von Städten oder Gemeinwesen besondere Privilegien, beispielsweise erhielten sie in der Reichsstadt Nürnberg bis 1701 zur Stärkung ungeldfreies (steuerbefreites), günstiges Bier zugeteilt. Auch rechtlich genoss die „Kindbetterin“ besonderen Schutz, so waren sie und ihr Mann in dieser Zeit von Frondiensten und Abgaben befreit. Starb sie jedoch in dieser Frist, fürchtete man sie als Wiedergängerin.
Auch in anderen, nicht auf dem Alten Testament basierenden Religionen ist die Zeit nach der Geburt mit zahlreichen Tabus umgeben.

## Rechte der Wöchnerin
Die Wöchnerin bedarf, insbesondere im Frühwochenbett (erster bis zehnter Tag nach der Geburt), besonderer Ruhe und Pflege. Sie sollte keinerlei körperliche Arbeit verrichten, sondern sich voll auf ihr Neugeborenes und sich selbst konzentrieren. Die meisten Staaten kennen eine gesetzliche Mutterschutzzeit von sechs bis acht Wochen, in der ein strenges Beschäftigungsverbot für Wöchnerinnen gilt.

### Deutschland
In der Bundesrepublik Deutschland besteht seit 1952 im Rahmen des Mutterschutzgesetzes (§ 3 ff.) ein absolutes Beschäftigungsverbot für Mütter in den ersten acht Wochen nach der Geburt. Der Verdienstausfall wird von der Krankenkasse, dem Arbeitgeber oder vom Familienfonds ersetzt, und es besteht das Recht auf spezielle medizinische Betreuung. Für die Zeit nach einer Totgeburt bestehen teilweise vergleichbare Regelungen, nach einer Fehlgeburt gilt seit dem 1. Juni 2025 ein gestaffelter Mutterschutz.
In der Zeit des Wochenbettes hat jede Mutter Anrecht auf medizinische und beratende Hilfe durch eine Hebamme. Deren Leistungen werden von der Krankenkasse bezahlt.
Zusätzlich zur Betreuung durch eine Hebamme hat in Deutschland die Wöchnerin, vor allem nach einer Haus- oder ambulanten Geburt, das Anrecht auf Betreuung durch eine Mütterpflegerin oder eine Haushaltshilfe. Dies gilt für sechs Tage nach der Entbindung für maximal acht Stunden am Tag. Auch diese Leistung wird zum Großteil von den Krankenkassen bezahlt.
Bei finanzieller Notlage der Mutter kann diese beispielsweise aus Mitteln der Bundesstiftung Mutter und Kind Zuschüsse erhalten.

### Schweiz
In der Schweiz beträgt der Mutterschaftsurlaub 14 Wochen, in welcher gegenüber erwerbstätigen Müttern eine Lohnfortzahlungspflicht besteht. Gemäß Art. 35 ArG besteht in den ersten acht Wochen ein striktes Beschäftigungsverbot; von der 9. bis zur 16. Woche darf die Erwerbstätigkeit nur bei ausdrücklicher Zustimmung der Wöchnerin wieder aufgenommen werden. Für stillende Mütter gelten – ebenso wie für schwangere Frauen – Einschränkungen bezüglich zeitlicher und körperlicher Beanspruchung bei der Arbeit.
Im Anschluss an die Geburt haben Wöchnerinnen in der Schweiz Anspruch auf Nachbetreuung. Bei einer ambulanten Geburt (Spitalentlassung innerhalb von sechs Stunden) oder bei einer Frühentlassung (Heimkehr innerhalb von drei Tagen) besteht ein Anspruch auf tägliche Hausbesuche einer freischaffenden Hebamme bis zum zehnten Tag nach der Geburt. Die Kosten dieses sogenannten ambulanten Wochenbetts werden durch die obligatorische Grundversicherung der Krankenkasse übernommen, ebenso jene für drei Konsultationen zur Stillberatung.